# Абрамов Андрій Володимирович
Абрамов Андрій Володимирович (нар. 20 жовтня 1962 року, м. Челябінськ, РФ) — патофізіолог. Доктор медичних наук (1998), професор (2003). Премія АМНУ (1998).
Закінчив Запорізький медичний інститут (1985), де відтоді й працює (нині університет): від 2003 — професор кафедри патології, фізіології, водночас від 2004 очолює центральну н.-д. лабораторію. Вивчає функціональний стан кардіореспіраторної системи людини, здійснює імуноферментацію аналіз гормонів і цитокінів.

## Праці
- Иммуномодулирующие свойства гипоталамических нейропептидов // Патология. 2004. Т. 1, № 1;
- Особенности влияния хронического пренатального стресса на структурно-функциональную организацию бета-эндокриноцитов // Клін. та експерим. патологія. 2004. № 2, ч. 1;
- Основы молекулярной биологии и генетики.